# Ałtmyszłyk
Ałtmyszłyk (osm. التمشلق altmışlık, tur. altmışlık) – srebrna moneta turecka z XVIII wieku o wartości podwójnej zoloty lub 60 para.
Ałtmyszłyk notowany był w skarbach podolskich i wołyńskich oraz w uniwersale Komisji Skarbowej Koronnej z 1788 r., szacującym wartość ałtmyszłyka nisko, bo na 3 złote polskie i 27 groszy, czyli około ½ talara.